# Thermopsis smithiana
Thermopsis smithiana är en ärtväxtart som beskrevs av E.Peter. Thermopsis smithiana ingår i släktet lupinväpplingar, och familjen ärtväxter. Inga underarter finns listade i Catalogue of Life.